# Payerne
Payerne és una ciutat i municipi de Suïssa del cantó de Vaud, cap del districte de Broye-Vully.

## Personatges il·lustres
- Jacques Chessex (1934 - 2009), novel·lista, poeta, editor i pintor suís. Premi Goncourt de novel·la l'any 1973, per l'Ogre i de poesia l'any 2004.

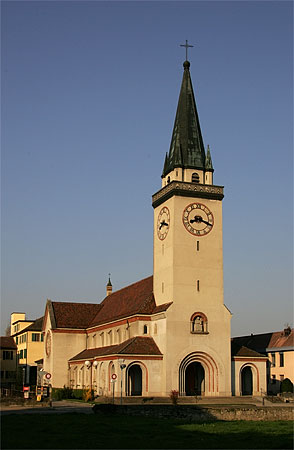
Església de Payerne